# Avignon Université
L'université d'Avignon ou Avignon Université est une université française pluridisciplinaire publique située à Avignon dans le Vaucluse, en région Provence-Alpes-Côte d'Azur.
La première université d'Avignon est créée en 1303, ce qui en fait une des plus anciennes universités françaises. Reconstituée en 1984, elle compte 7 502 étudiants inscrits en 2018-2019.
Ses domaines d'enseignement sont les sciences humaines et sociales, les arts, les lettres et les langues, le droit, l'économie et la gestion ainsi que les sciences, les technologies et la santé.

## Historique

### Origine
Créée en 1303 lors de l'installation des Papes à Avignon, l'université d'Avignon est l'une des plus anciennes universités de France. Un légat du pape crée en 1227 un enseignement de théologie à Avignon. Des écoles municipales de grammaire sont attestées en 1243. Un embryon d'enseignement médical existe en 1297.
Une école de droit civil est créée à Avignon, probablement en 1263. Charles II, roi de Naples et comte de Provence, a placé ses étudiants sous sa protection et décide, en 1298, que les grades seront conférés par son chancelier. Mais il ne semble pas que le jus ubique docendi soit attaché à ces diplômes.
Une première université a été créée avant 1302, date à laquelle des privilèges sont accordés par Charles II, suivis par d'autres le 5 mai 1303.

### L'université médiévale

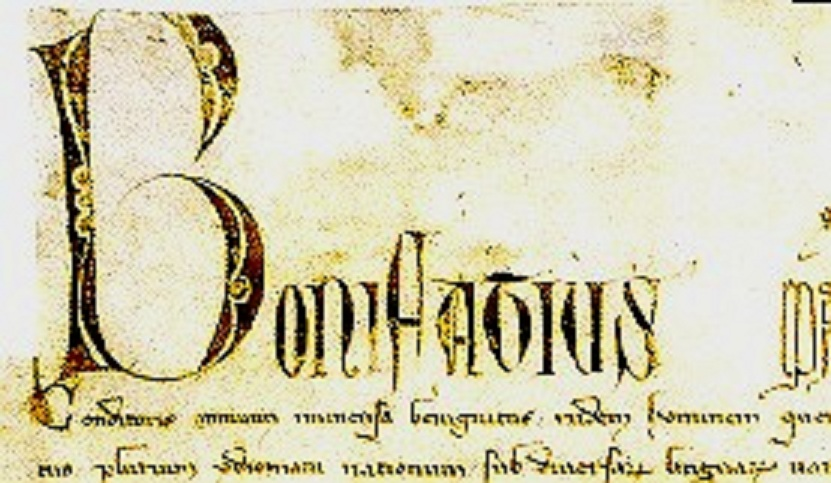
Bulle de Boniface VIII créant l'université d'Avignon en 1303.

Pour concurrencer la création de la Sorbonne, jugée trop proche du pouvoir royal français, une bulle du pape Boniface VIII érige le studium d'Avignon en studium generale, donnant le jus ubique docendi à l'université d'Avignon le 2 juillet 1303. Les écoles qui existent déjà (médecine, théologie, arts grammaticaux…) sont fédérées autour de quatre facultés et développées au sein de l'université grâce aux subsides de la papauté encore romaine. Le 5 mai de la même année, Charles II, roi de Sicile et comte de Provence, accorde des immunités aux études d'Avignon.
L'université d'Avignon est l'une des plus anciennes de France et la création de celle de Rome se fait la même année.
Elle se développe avec la présence des papes à Avignon, rivalisant avec les universités de Montpellier et Toulouse, jusqu'à accueillir 17 000 étudiants. Puis, après le retour des papes à Rome, l'université centrée sur le droit perd de son prestige face aux Jésuites et aux séminaires. En 1608 la jeune Barcelonaise Juliana Morell y reçoit le degré de Docteur en Lois, étant la première femme docteure au monde.
À la Révolution française, la ville est annexée à la France en même temps que le Comtat Venaissin et l'université supprimée - comme toutes les universités françaises - par le décret du 15 septembre 1793. Elle n'est pas reconstituée lorsque Napoléon réinstitue l'Université de France en 1808.

### L'université contemporaine

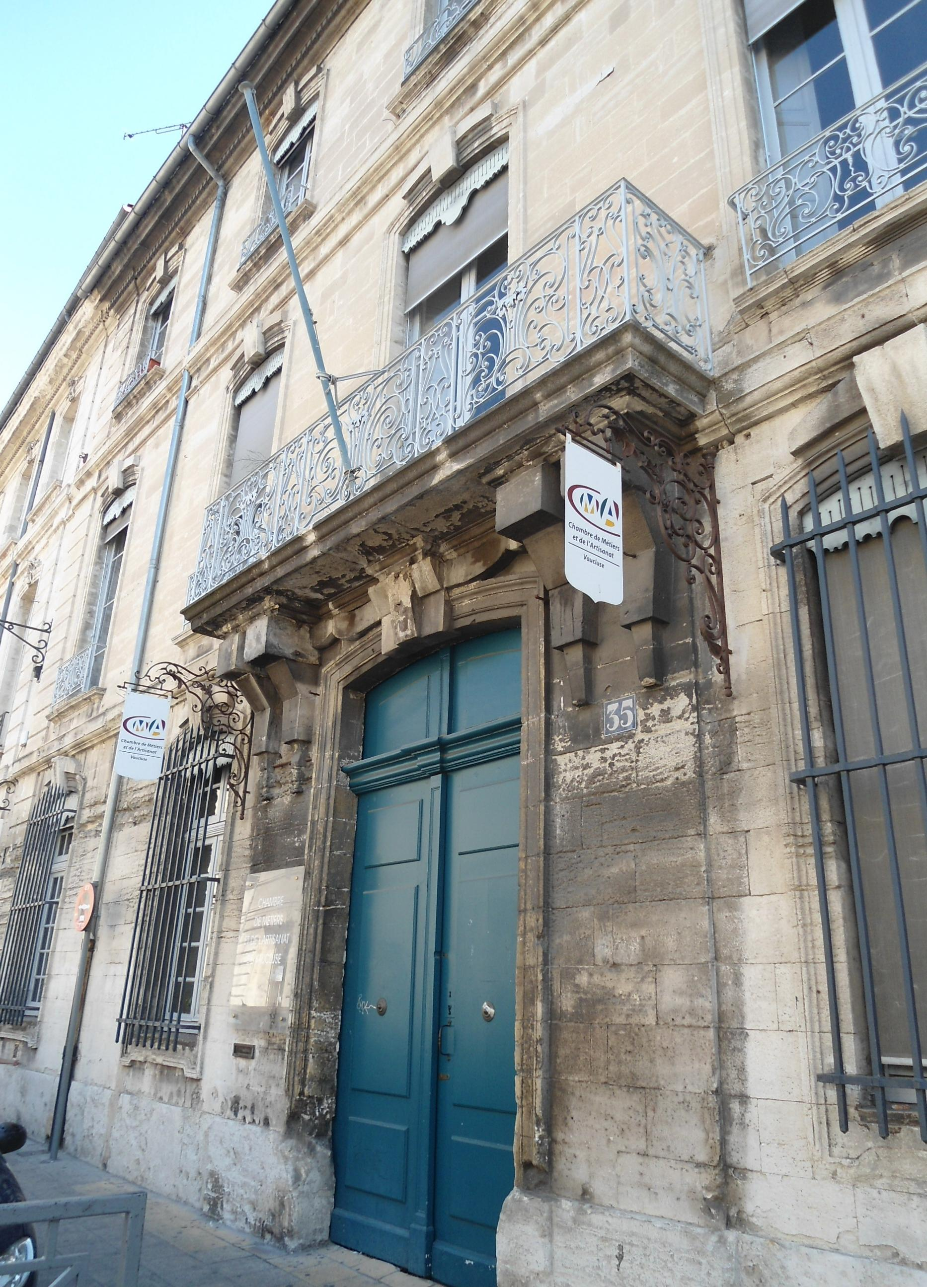
Hôtel de l'Espine, rue Joseph Vernet, ancien CLU d'Avignon.

Avignon redevient universitaire en 1963, par l'ouverture d'un Centre d'enseignement supérieur scientifique, suivi l'année suivante de celle d'un Centre d'enseignement supérieur littéraire. Les deux entités dépendent respectivement de la faculté des sciences et de la faculté des lettres d'Aix-Marseille.
En 1972, les deux Unités d'enseignement et de recherche (CLU et CSU) sont fusionnées dans un centre universitaire, qui devient université de plein exercice (indépendante de l'université d'Aix-Marseille) le 17 juillet 1984 sous le nom « université d'Avignon et des pays de Vaucluse ». À cette époque, trois UFR (lettres et sciences humaines, sciences exactes et naturelles, sciences et langages appliqués) se partagent 2 000 étudiants,.
Le quatrième pôle, le juridique, est issu de la création d'une faculté de droit en lieu et place d'une annexe de l'université d'Aix-Marseille-III. Suivront par la suite un Institut universitaire de technologie en 1990 et un Institut universitaire professionnalisé en 1992.
Pour éviter une trop grande dispersion des étudiants (il y avait dix sites d'implantation en 1991) et redynamiser le centre-ville, il est décidé de déplacer les différentes formations au sein d'un site unique, apte à accueillir des équipements collectifs (bibliothèque et restaurant universitaires notamment). L'aménagement de l'ancien hôpital Sainte-Marthe est lancé, sous l'impulsion du président Bernard Blavoux, et aboutit au début du mandat du président Henri Méloni à la rentrée 1997. Par la suite, le président Michel Volle s'attache durant son mandat au développement de relations renouvelées avec les collectivités territoriales (Ville et Conseil départemental) et de la vie étudiante.
C'est sous les mandatures du président Emmanuel Ethis que l'université d'Avignon s'affirme durablement dans un processus de spécialisation autour de deux thématiques liées à la fois à son contexte territorial et à ses spécialités scientifiques. Cette politique structure l'établissement autour des agrosciences d'une part, et de la culture et du patrimoine d'autre part. Ainsi, avec la Loi relative aux libertés et responsabilités des universités (LRU) de 2007, l'université d’Avignon va s'installer comme l'un des premières universités thématiques d'un territoire ce qui permet au président de négocier une augmentation de 30% de son contrat d'établissement avec l'État, augmentation qui doit accompagner le transfert de compétences de l'État vers l'université, transfert lié à la LRU. En 2008, est obtenue la création de deux écoles doctorales consacrées aux sciences dures et expérimentales d'une part, aux sciences humaines et sociales d'autre part. Au niveau pédagogique, dans le cadre du plan "Réussite en licence", elle sera la première en France à expérimenter avec succès le contrôle continu intégral. Elle va également donner une impulsion remarquée sur la place de la culture dans la vie étudiante,. L'université prend son autonomie en janvier 2010 et peaufine son projet grâce aux liens privilégiés développés avec le tissu socio-économique du territoire et les organismes de recherche (notamment l'INRAE PACA-Corse, le CNRS et l'EHESS). En 2012, l'université inscrit dans son contrat d'établissement sa spécialisation thématique autour de deux axes identitaires dont le périmètre scientifique intègre désormais l'ensemble des thématiques scientifiques dans lesquelles l'université est visible au meilleur niveau international :  Culture, Patrimoine, Sociétés Numériques d'une part, Agrosciences d'autre part.
Dans le cadre de la politique de regroupement et de rapprochement des établissements universitaires initiée par la Loi relative à l'enseignement supérieur et à la recherche de 2013, le Conseil d'administration de l'université optera dès 2014 pour une association de site intitulée « Aix-Marseille-Provence-Méditerranée » avec Aix-Marseille Université, l'université de Toulon, l'Institut d'études politiques d'Aix-en-Provence et l'École centrale de Marseille.
Parallèlement, en s'appuyant sur la LRU, Emmanuel Ethis crée en 2009 une fondation universitaire visant à accompagner le développement des deux thématiques principales de l'établissement. C'est le mécène Pierre Bergé qui devient le premier donateur de la fondation et président d'honneur de celle-ci. Parmi les actions remarquées de la Fondation universitaire : la restauration de la porte monumentale de l'université sur le Campus Hannah-Arendt, la restauration de la bibliothèque de l'Hôpital Sainte-Marthe, le financement de plusieurs thèses de Doctorat sur ses spécialités scientifiques, l'accompagnement financier d'étudiants syriens et le portage scientifique, administratif et financier du dossier qui a permis au territoire vauclusien d'obtenir le label French Tech Culture. En juin 2015, l'université inaugure le nouveau bâtiment destiné aux sciences agronomiques sur le campus Jean-Henri Fabre, sur lequel seront regroupées les unités d'enseignement et de recherche en lien avec l'INRAE PACA-Corse. Emmanuel Ethis obtient aussi les seize millions d'euros nécessaires pour restaurer l'ancienne faculté des sciences et développer le projet Villa Créative, un tiers lieu destiné à l'attractivité et au rayonnement de l'université sur son axe de spécialisation « Culture, Patrimoine, Sociétés numériques ».
En 2020, sous l'impulsion du président Philippe Ellerkamp, le projet donne lieu à un projet de Société universitaire de recherche, qui associe Avignon Université à des partenaires académiques, socio-culturels, institutionnels autour des industries culturelles et créatives.
En juillet 2018, sous la présidence de Philippe Ellerkamp, l'université d'Avignon est lauréate de la deuxième vague d'appel à projets « nouveaux cursus à l'université » annoncée par le ministère de l'enseignement supérieur, de la recherche et de l'innovation et le secrétariat général pour l'investissement. L'Université obtient dans ce cadre plus de sept millions d'euros pour consolider et faire évoluer son offre de formation sur dix ans.
En 2019, Avignon Université obtient le financement de l'École universitaire de recherche Implanteus, projet de formation internationale adossée à la recherche, dans le secteur des Agrosciences. Ce projet, qu'Avignon Université porte avec l'INRAE, est financé à hauteur de cinq millions d'euros sur dix ans, dans le cadre du troisième Programme d'Investissement d'Avenir (PIA3).
Début 2020, le programme Erasmus+ remet à Avignon Université le label « bonne pratique ».
En 2020, Avignon Université crée une Chaire partenariale en Intelligence artificielle, projet phare de l'axe Culture, Patrimoine, Sociétés Numériques, porté principalement par son laboratoire d'Informatique (Laboratoire informatique d'Avignon, LIA) et sept partenaires industriels de premier plan pour une durée de cinq ans.
Trois chaires partenariales supplémentaires sont créées entre 2022 et 2024 : la chaire Chimie Verte et durable du végétal, porté par l'UMR SQPOV (avec INRAe) la chaire GIF (Geodata, Immobilier et Foncier), associant Adéquation, le Cerema, Meilleurs agents et le Réseau national des EPF d'État), la chaire GeEAUde (Dynamique des ressources en eau souterraine et interactions avec les écosystèmes associés), portée avec l'IFPEN et INRAe.
En avril 2024, sous la présidence de Georges Linarès, Avignon Université se restructure par la suppression de ses 4 UFR, remplacés par 3 des 4 composantes qui constituent l'université : 
- Institut CPSN (Culture, Patrimoine, Sociétés numériques) - Anciens UFR ALL - DEG - SHS
- AgES (Agrosciences, Environnement et Santé) - Ancienne partie principale de l'UFR STS
- CERI (Centre d'Enseignement et de Recherche en Informatique) - Ancienne partie de l'UFR STS
- IUT d'Avignon

### Identité visuelle
Le 5 novembre 2018, l'université dévoile sa nouvelle charte graphique et adopte le nom « Avignon Université » pour ses éléments de communication. Ce nouveau nom joue sur la reconnaissance dont jouit la ville à l'international. La couleur du logo rappelle l'ocre, symbole du territoire avignonnais.

Armes de l'ancienne Université d'Avignon (1303-1793)
Logo de l'université d'Avignon de 1997 à 2018.
Logo d'Avignon Université depuis 2018.

## Description
Avignon Université se développe autour de deux axes :
- Culture, Patrimoines, Sociétés numériques ;
- Agrosciences.

Elle est implantée sur deux campus à Avignon :
- Le campus Hannah-Arendt, au centre de la ville, qui se compose de trois sites : le site Centre-ville, le site Chabran (formation continue) et le site Pasteur (ancien site de l'université en cours de réhabilitation).
- Le campus Jean-Henri-Fabre, au sud, dans la zone d'Agroparc, qui se compose de deux sites : le pôle Agrosciences, l'IUT et le CERI (IUT et CERI forment un site).

Créée en 1303 lors de l’installation des papes à Avignon, elle fait partie des plus anciennes universités françaises. Deux écoles doctorales abritent une quinzaine de laboratoires de recherche ainsi que deux fédérations de recherche. L’université possède sa propre fondation, dont le premier donateur était le mécène Pierre Bergé. L’université dispose d'un centre de formation continue nommé site Chabran et situé sur le boulevard Limbert.
Avignon Université est membre de l'Agence universitaire de la Francophonie (AUF), du réseau Campus France, de la European Association for International Education (EAIE), ainsi que du Réseau des universités des capitales européennes de la culture (UNeECC).
L'université est titulaire de la charte universitaire Erasmus 2014-2020 délivrée par la Commission européenne.

## Composantes

### Unités de formation et de recherche

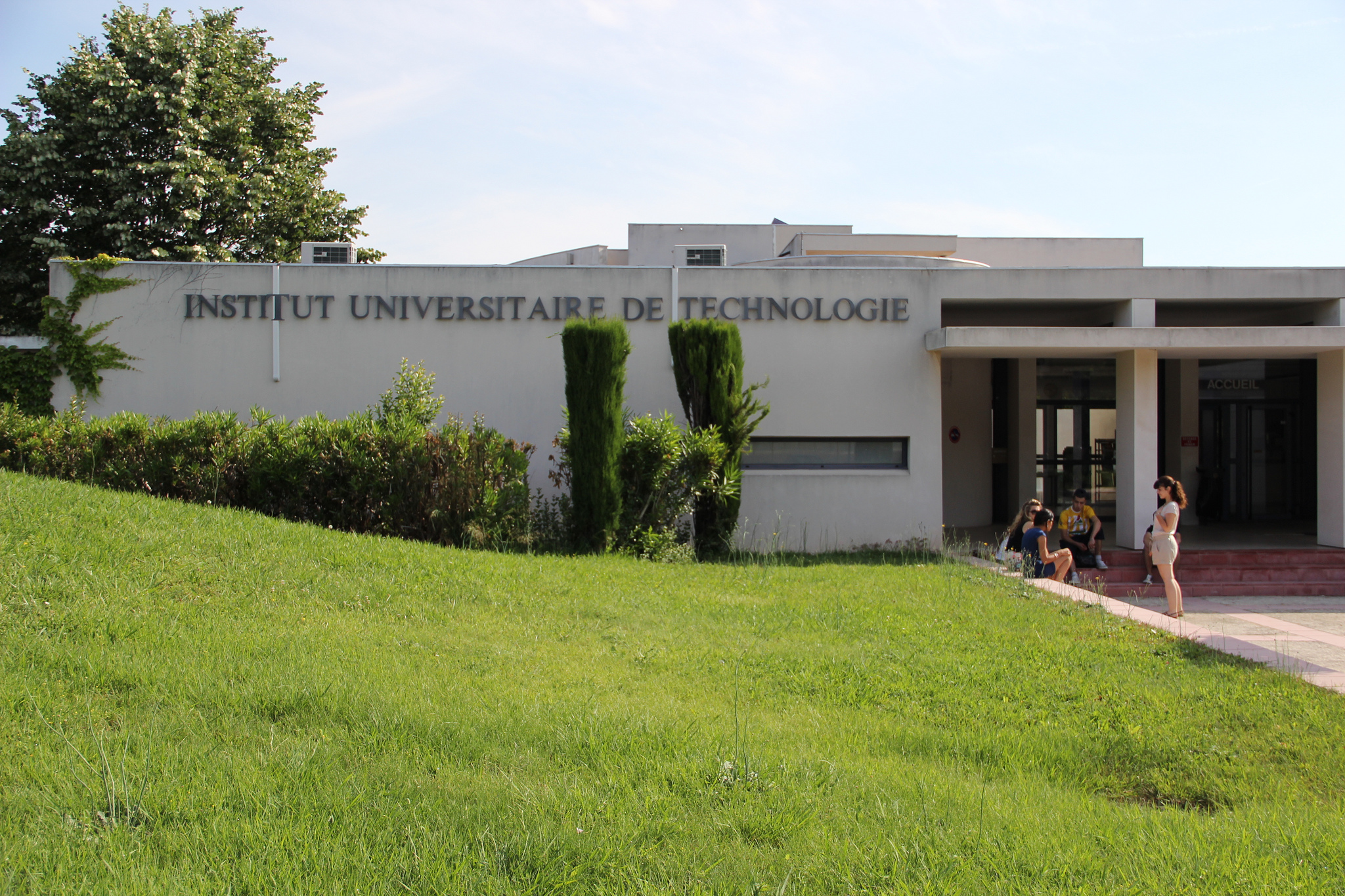
IUT de l'université.

L'université d'Avignon se divise en quatre composantes :
Sur le campus Jean-Henri-Fabre :
- L'Institut Agrosciences, Environnement et Santé (AgES), qui regroupe les qui regroupe les Centres d'Enseignement et de Recherche (CER) :
  - Biologie
  - Chimie
  - Mathématiques
  - Physique
  - Sol, Eau, Environnement
  - STAPS-Santé
- L'Institut universitaire de technologie d'Avignon (IUT), avec 4 départements : 
  - techniques de commercialisation
  - génie biologique
  - packaging emballage et conditionnement
  - statistique et traitement informatique des données.
- Le Centre d'enseignement et de recherche en informatique (CERI)

Sur le campus Hannah Arendt
- L'Institut Culture, Patrimoine, Sociétés numériques (CPSN), qui regroupe les CER :
  - Droit
  - Sciences politique, économiques et de gestion
  - Histoire
  - Géographie et aménagement
  - Culture et Communication
  - Études interculturelles et Création
  - Théâtre, Littérature, Langues
  - Langues étrangères appliquées

### Formation
Avignon Université couvre les principaux champs disciplinaires de l'enseignement supérieur et offre des formations (reconnues par l'État français) de niveau bac +2 jusqu'au niveau du doctorat.
- Formations niveau bac +2 à +3 : 5 spécialités de diplômes universitaires de technologie (DUT), 15 diplômes universitaires (DU), 15 mentions en licence, 13 mentions en licences professionnelles ;
- Formations niveau bac +5 : 15 mentions en master ; 6 CMI (cursus master en ingénierie) ;
- Formations niveau doctorat : 22 doctorats.

Les Unités d'enseignement d'ouverture (UEO) proposent une personnalisation de parcours dans des thématiques transversales quelle que soit la formation initiale de l'étudiant.
Avignon Université accueille des personnes en formation continue dans sept pôles : culture, patrimoine et sociétés numériques ; agrosciences ; formateurs d'adultes ; gestion ressources humaines ; santé et sanitaire et social ; hôtellerie et tourisme ; droit et justice.

### Relations internationales
Dans le cadre d'accords d'échanges, des cours de français sont proposés par le Service des langues (SDL) ou à titre individuel. L'université accueille 13% d'étudiants internationaux (chiffres 2018-2019), toutes filières et années confondues.
- Accords en Europe : Avignon Université dispose dans le cadre du programme Erasmus de possibilités pour ses étudiants d'effectuer une partie de leur cursus à l'étranger dans 22 pays. 104 universités sont partenaires d'Avignon Université[15],[21].
- Accords hors de l'Europe : Avignon Université a signé des accords avec 16 pays qui sont des pays partenaires du programme Erasmus+. Ses étudiants peuvent y effectuer une partie de leur cursus dans 40 universités différentes[15],[21].

### Recherche

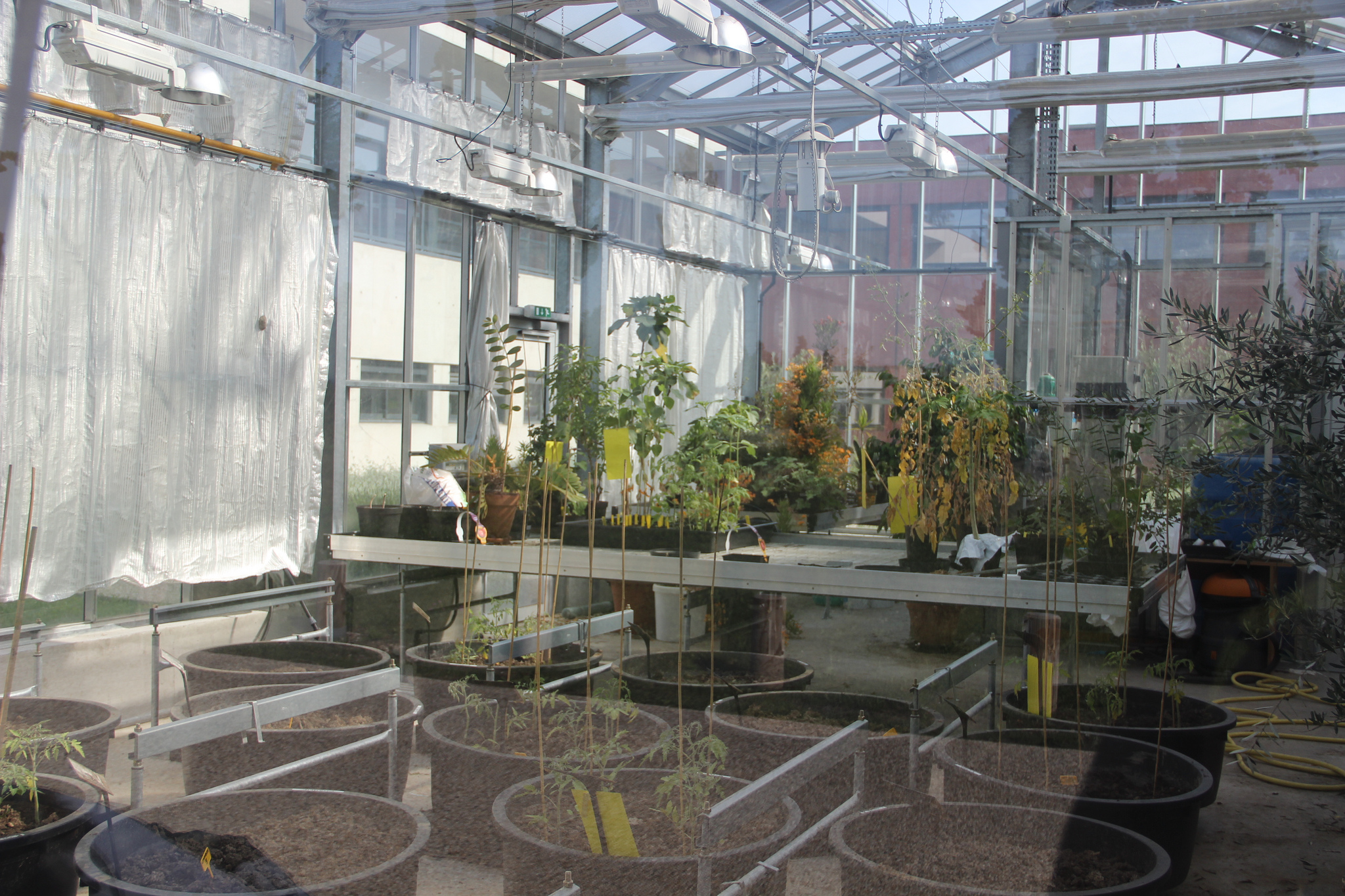
Laboratoire des fruits et légumes de l'université d'Avignon.

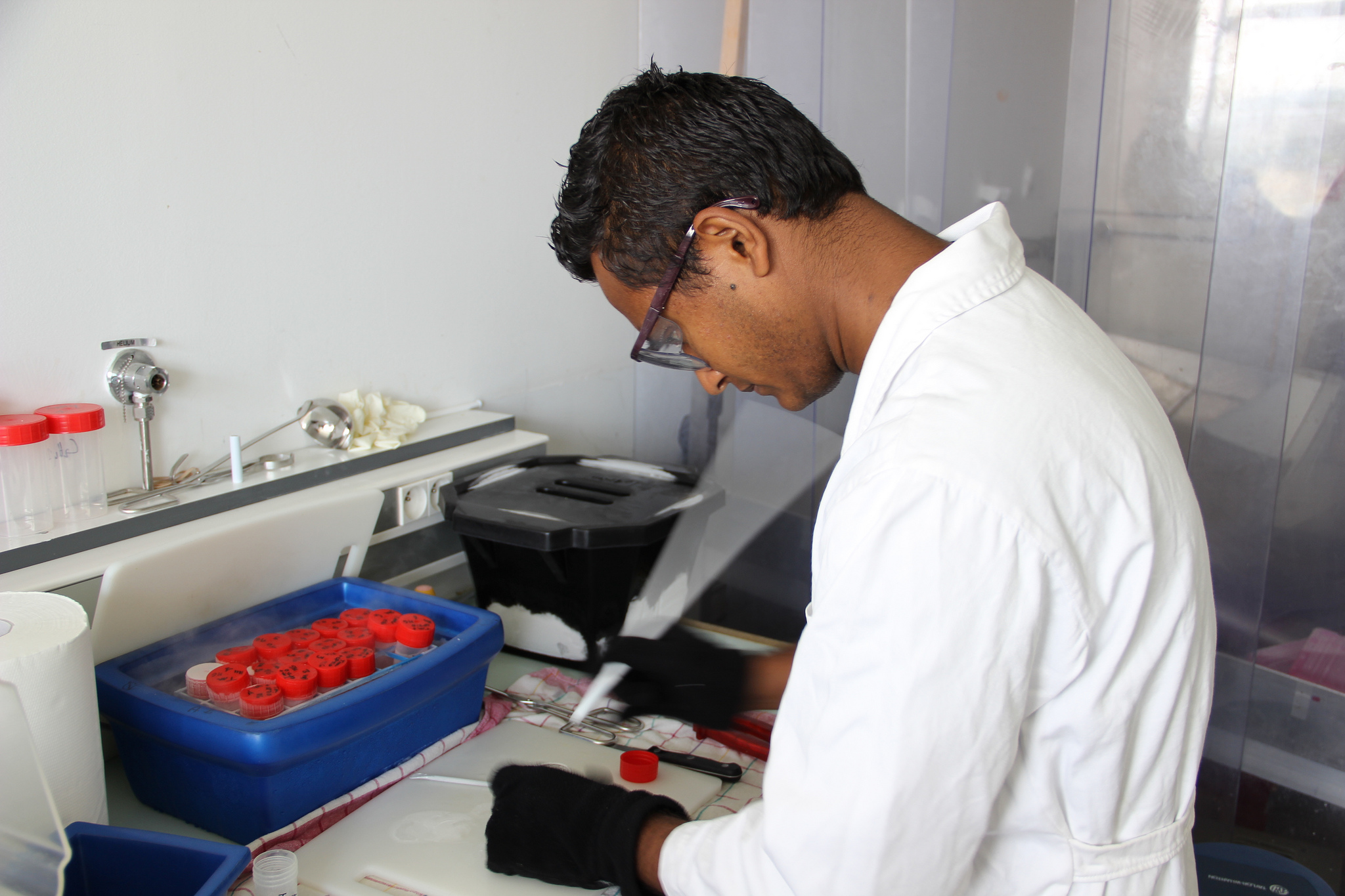
Laboratoire d'analyse sur le campus Jean-Henri-Fabre.

La politique scientifique de l'université repose à la fois sur un ancrage territorial fort et sur le rayonnement de recherches d'excellence, qui se placent au meilleur niveau international. Elle se concentre sur des questions de recherche à fort enjeu sociétal et économique. Elle est structurée autour de deux axes de spécialisation :
- Agrosciences, en partenariat avec Institut national de recherche pour l'agriculture, l'alimentation et l'environnement (INRAE),
- Culture, patrimoine, sociétés numériques, en partenariat avec le CNRS et l'EHESS.

Cette structuration s'appuie sur un fort potentiel de recherche sur ces spécialités scientifiques (16 structures de recherche et environ 300 chercheurs et enseignant-chercheurs et ingénieurs de recherche), sur des structures d'animation scientifique pluridisciplinaire (fédération de recherche TERSYS pour les Agrosciences, partagée avec l'INRAE ; fédération de recherche Agorantic pour « Culture, patrimoine, sociétés numériques », partagée avec le CNRS), sur des infrastructures de recherche de très haut niveau (plateformes 3A pour les Agrosciences, Villa créative).
Le projet scientifique d'Avignon Université repose sur des partenariats stratégiques, en particulier avec l'INRAE, le CNRS et l'EHESS; il est développé dans le cadre d'unités de recherche pour la plupart multi-sites et pluri-tutelles partagées avec d'autres établissements universitaires et organismes de recherche : 10 unités mixtes de recherche (UMR), 1 unité mixte de service (UMS laboratoire souterrain à bas bruit), 1 unité de recherche et de service (CLEO)  et 6 unités propres de recherche).
Cette structuration forte de la recherche à Avignon Université lui permet de répondre aux défis sociétaux inscrits au schéma régional à l'enseignement supérieur, à la recherche et l'innovation de la région PACA, mais également à la Stratégie nationale de la recherche.

## Présidents
| Identité                             | Période | Période         | Durée |
| Identité                             | Début   | Fin             | Durée |
| ------------------------------------ | ------- | --------------- | ----- |
| Guy Cheymol (d) (né en 1933)         | 1984    | 1988            | 4 ans |
| Françoise Pécaut (d) (1927 - 2023)   | 1988    | 1992            | 4 ans |
| Bernard Blavoux (d) (1939 - 2014)    | 1992    | 1997            | 5 ans |
| Henri Méloni (d)                     | 1997    | 2002            | 5 ans |
| Michel Volle (d)                     | 2002    | 2007            | 5 ans |
| Emmanuel Ethis (né en 1964)          | 2007    | 31 juillet 2015 | 8 ans |
| Philippe Ellerkamp (d), (né en 1967) | 2015    | 4 décembre 2023 | 8 ans |
| Georges Linares (d) (né en 1968)     | 2023    | En cours        | 2 ans |

## Campus

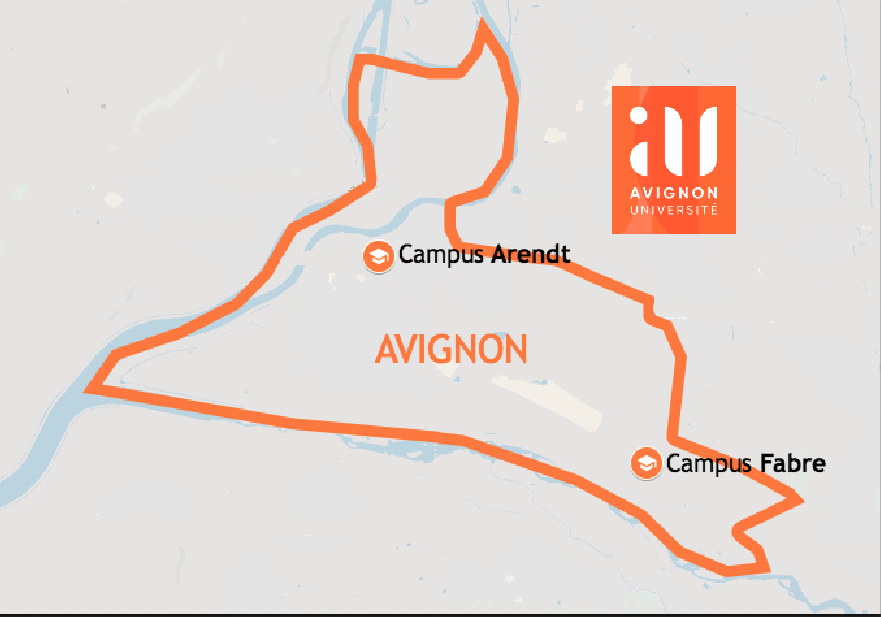
Les deux campus sur une carte.

Avignon Université est composée de cinq sites rassemblés sur deux campus à Avignon :
- Le campus Hannah-Arendt, au centre de la ville, intramuros ;
- Le campus Jean-Henri-Fabre, au sud, dans la zone d'Agroparc.

### Campus Hannah-Arendt
Fondé en 1354, par le don de dix mille florins d'or par le chevalier Bernard Rascas, maréchal de justice, et placé sous le vocable de sainte Marthe, l'hôpital est municipalisé en 1482 par le cardinal-légat Julien de la Rovère. Le dessin de la façade classique de cent soixante-quinze mètres, dont les travaux s'étalent de 1667 et 1830, fait de travées étroites et serrées, à deux niveaux de fenêtres, coiffées d’une lucarne, est initié par Jean Péru entre 1689 et 1693. Jean-Baptiste Franque entre 1743 et 1745 la prolonge à l'est, et signe, avec son fils François, le portique monumental central. Fermé dans les années 1980 à cause de la vétusté des locaux, l'hôpital est réhabilité pour accueillir depuis 1997, des étudiants.
Le campus Hannah-Arendt comprend:
- le site Centre-ville, site principal, dans les murs de l'ancien hôpital de la ville, accueillant l'institut CPSN (Culture, Patrimoine, Sociétés numériques) (30 087 m2), et comprend également la bibliothèque universitaire Maurice-Agulhon et le pôle sportif et de recherche
- le site Pasteur qui abritait jusqu'en 2015 la faculté des Sciences (8 479 m2) et sur lequel s'établira prochainement la Villa créative, tiers-lieu à l'interface entre recherche, formation et innovation, autour des industries culturelles et créatives.
- le site Chabran, ancienne caserne Chabran, qui abrite la formation tout au long de la vie, et les services associés, reprises d'études, validation des acquis et de l'expérience (2 220 m2 en rénovation).

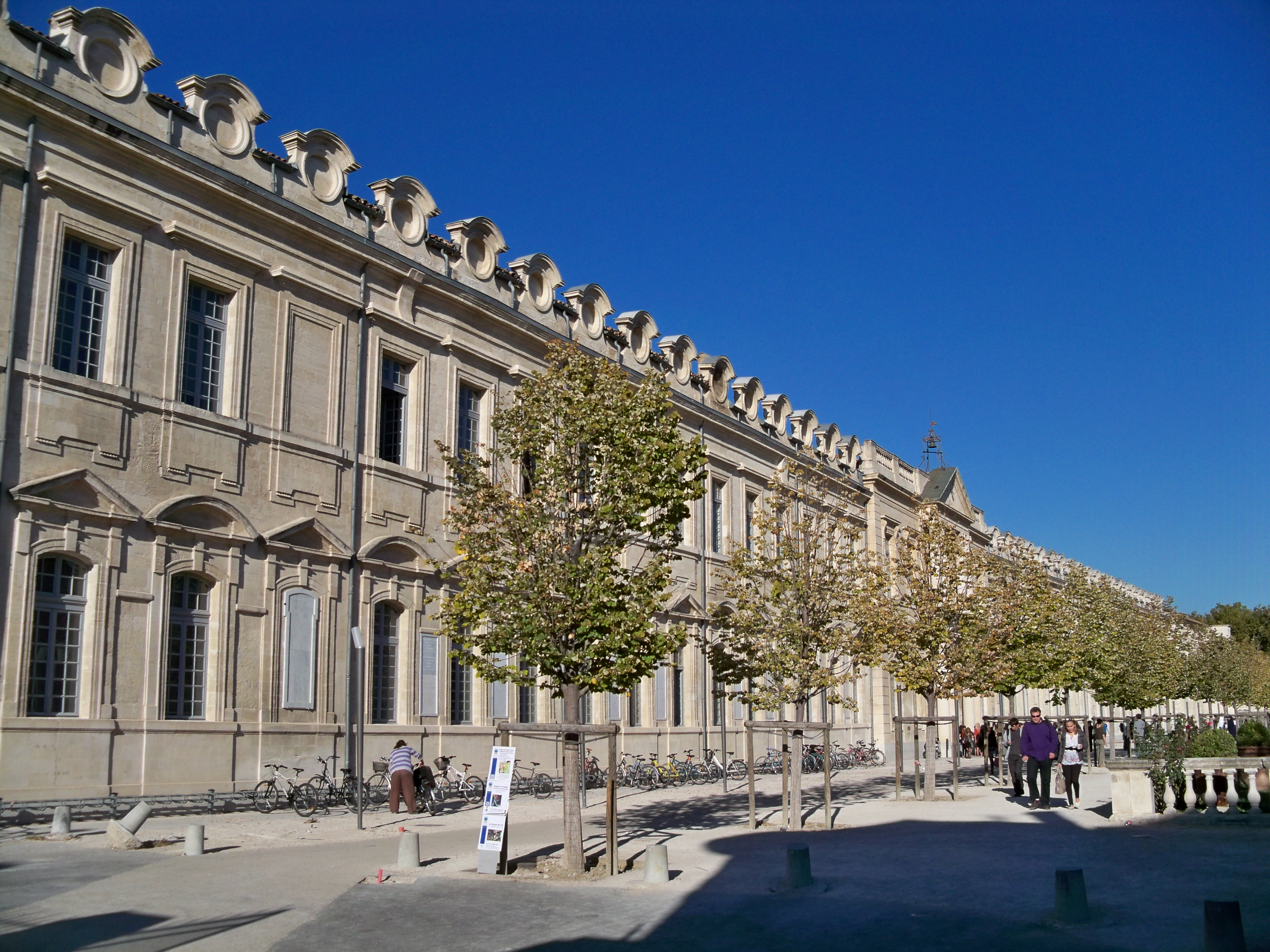
Le Site Sainte-Marthe conçu par Jean Péru et Jean-Baptiste Franque.
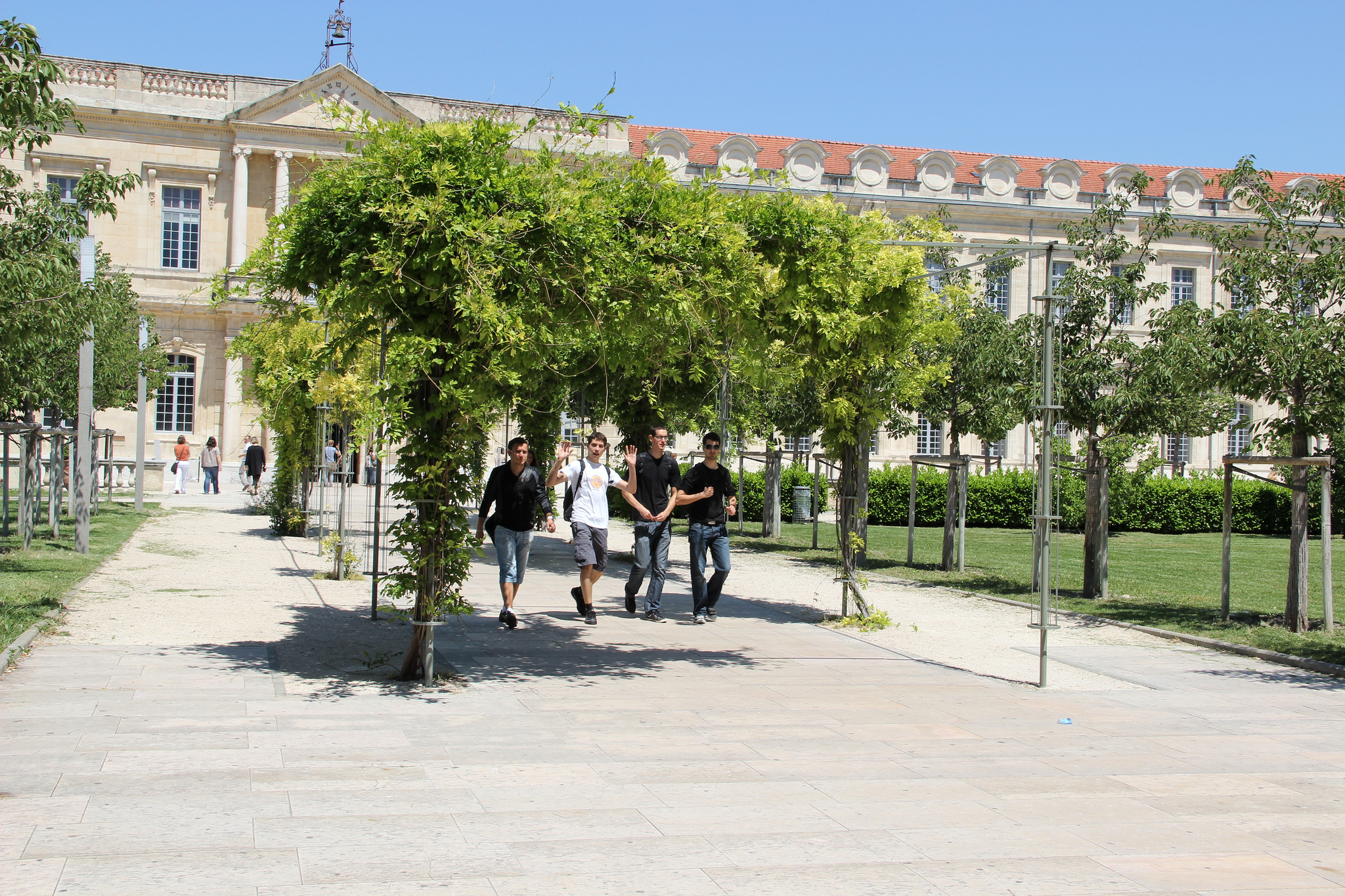
Le Site Sainte-Marthe.
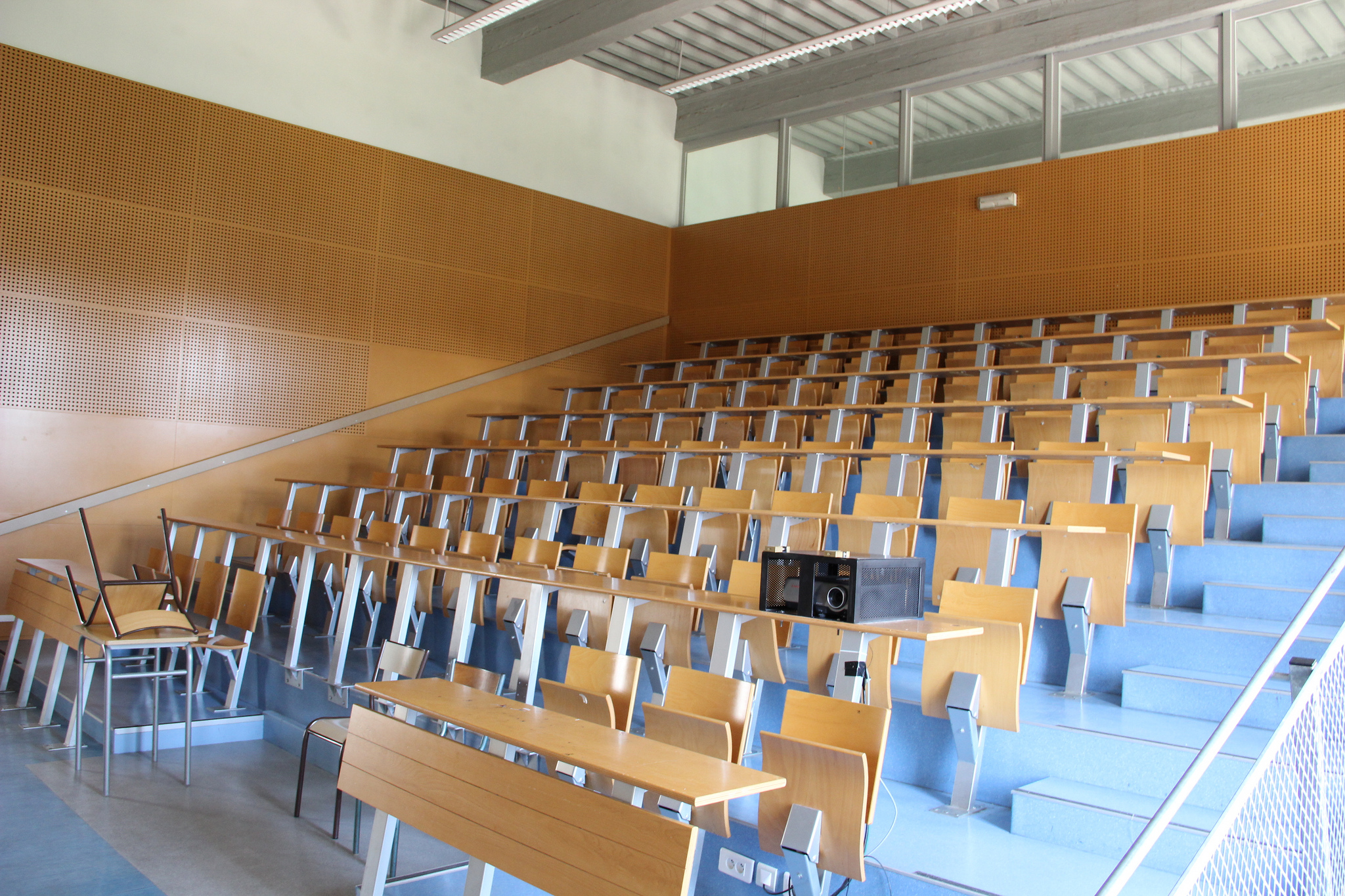
Un des amphithéâtres du campus.
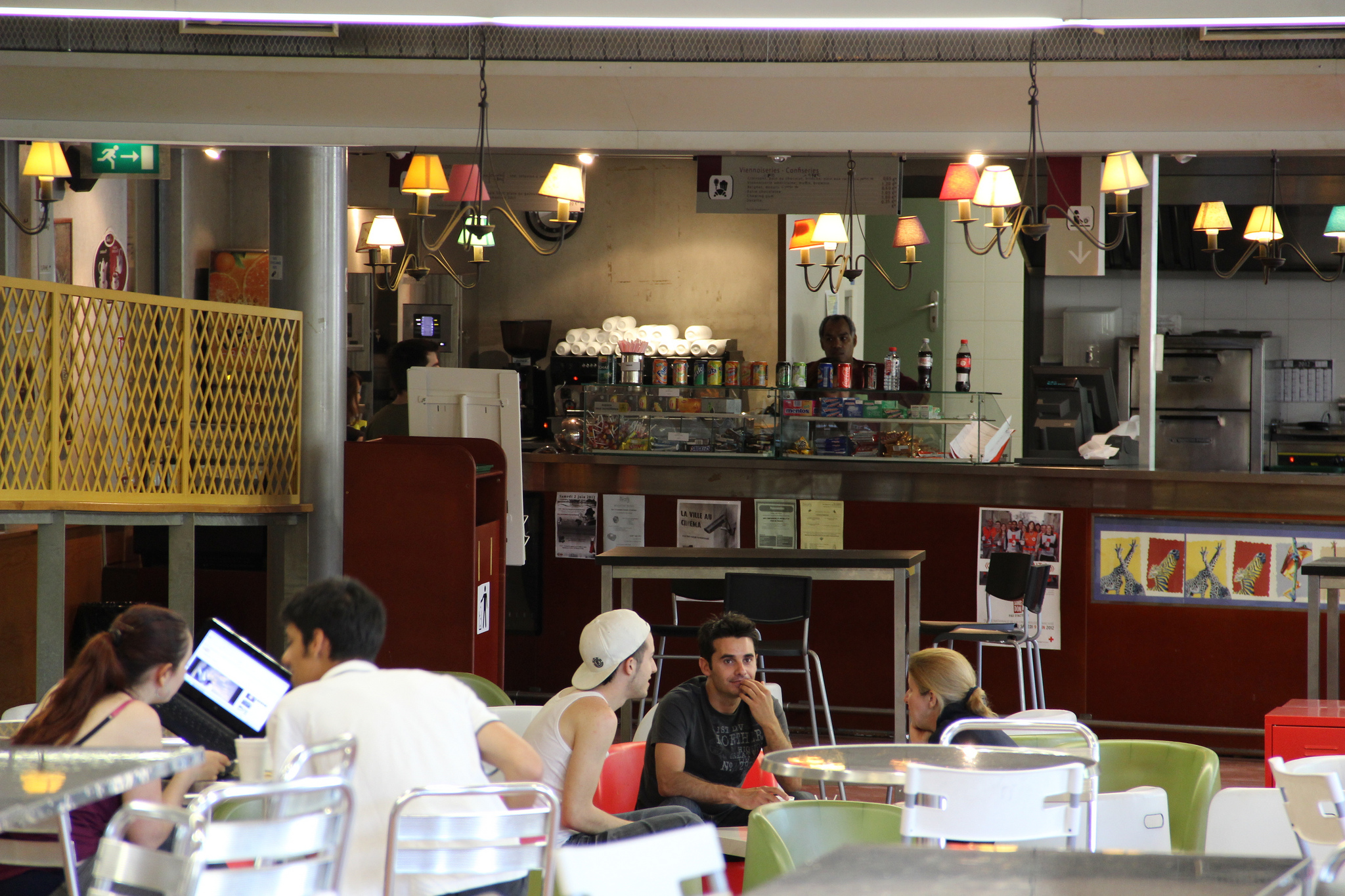
Cafétéria du campus.
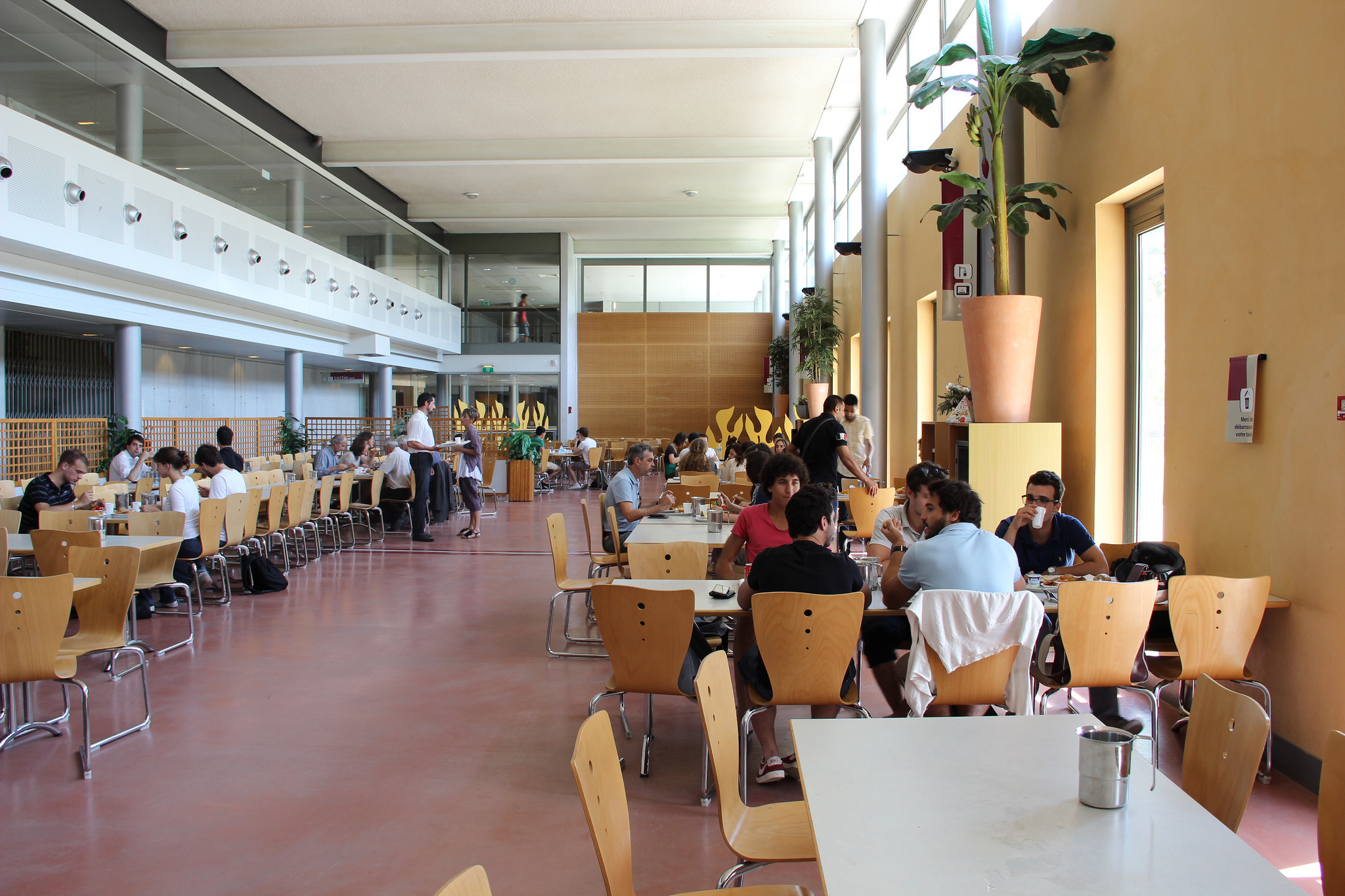
Restaurant universitaire du campus.
Panorama des remparts du campus.

### Campus Jean-Henri Fabre
Le campus Jean-Henri-Fabre comprend :
- le site de l'Institut Universitaire de Technologie d'Avignon
- le site du Centre d'Enseignement et de Recherche en Informatique (CERI, composante), colocalisé avec l'IUT (8 000 m2 avec l'IUT) ;
- le pôle Agrosciences (8 000 m2), qui héberge la composante AgES (Agrosciences, Environnement et Santé).

### Évolution démographique
| 2000  | 2001  | 2002  | 2003  | 2004  | 2005  | 2006  | 2007  | 2008  |
| ----- | ----- | ----- | ----- | ----- | ----- | ----- | ----- | ----- |
| 5 103 | 5 067 | 5 308 | 5 371 | 5 994 | 5 135 | 5 637 | 6 305 | 6 252 |

| 2009  | 2010  | 2011  | 2012  | 2013  | 2014  | 2015  | 2016  | 2017  |
| ----- | ----- | ----- | ----- | ----- | ----- | ----- | ----- | ----- |
| 6 457 | 6 665 | 6 636 | 7 087 | 7 335 | 7 419 | 7 823 | 7 426 | 7 330 |

| 2018  | 2021  | 2024  | - | - | - | - | - | - |
| ----- | ----- | ----- | - | - | - | - | - | - |
| 7 502 | 7 331 | 6 500 | - | - | - | - | - | - |

## Vie étudiante
42 associations étudiantes sont présentes sur le campus d'Avignon Université.
En 2016, Avignon Université a mis en place un bureau de la vie de campus, rattaché à la Maison de la culture et de la vie de campus. Cette structure se présente comme un lieu d’échanges et de réalisation de projets communs destinés à améliorer la vie sur les campus.
À Avignon Université, des étudiants peuvent devenir ambassadeurs de l’université. Leur rôle est d’informer les futurs étudiants sur les formations dispensées à l’université, d'organiser des visites des campus et de rencontrer des membres du monde socio-économique ou culturel.

## Personnalités liées à l'université

### Étudiants
- Maître Eckhart (ca. 1260 - 1328), théologien et philosophe dominicain, le premier des mystiques rhénans.
- Étienne Aubert (1282 - 1362), évêque de Noyon et évêque de Clermont, puis 199e pape sous le nom d’Innocent VI.
- Philippe de Cabassolle (1305 - 1372), régent et chancelier du royaume de Naples, recteur du Comtat Venaissin, légat pontifical, évêque de Cavaillon puis évêque de Marseille, patriarche de Jérusalem, cardinal avec le titre de cardinal-prêtre de Saints Pierre et Marcellin, puis cardinal-évêque de Sabine.
- Miguel de Zalba (ca. 1374 - 1406), cardinal, professeur à l'université d'Avignon.
- Guillaume Fichet (1433 - 1480), théologien et humaniste.
- Accurse Maynier (ca. 1450 - 1513), juriste, premier baron d’Oppède, Premier président du parlement de Provence et Ambassadeur.
- Clément de la Rovère (1462 - 1504), cardinal.
- Desiderius Erasmus Roterodamus[réf. nécessaire] (1466 - 1536), humaniste et théologien néerlandais.
- Michel de Nostredame (1503 - 1566), dit Nostradamus, médecin et apothicaire français.
- Jean Mercier (ca. 1510 - 1570), théologien protestant et linguiste hébraïsant.
- Jean Pélissier (ca. 1566 - 1628), évêque d’Apt.
- Pierre Fenouillet (1572 - 1652), ecclésiastique savoyard, évêque de Montpellier.
- Balthazar de Cabanes, baron de Viens, président de la Cour des Comptes d'Aix-en-Provence
- Paul Antoine Agar de Cavaillon (1576 - 1631), écrivain de langue d'oc.
- Juliana Morell (1594 - 1653), nonne espagnole de l'ordre dominicain, première femme à avoir obtenu un doctorat en droit.
- Nicolas Saboly (1614 - 1675), poète, compositeur et maître de chapelle.
- Joseph-Guichard Du Verney (1648 - 1730), médecin, connu pour ses travaux d’anatomie.
- Jean-Joseph Mouret (1682 - 1738), musicien et compositeur de la période baroque.
- Jean-Baptiste Péru (1707 - 1790), architecte et artiste.
- Jean-Joseph Bigot de Vernière (1718 - 1811), religieux et homme politique.
- Jean-Joseph Expilly (1719 - 1793), historien, prêtre catholique, géographe, diplomate.
- Honoré Savy (1725–1790), industriel.
- Pierre François Bénézet Pamard (1728 - 1793), médecin, ophtamologiste, chirurgien.
- Jean-Arnaud de Castellane (1733 - 1792), évêque.
- Ignace-François de Joannis de Verclos (1733 - 1801), ecclésiastique, évêque de Mariana et Accia.
- Jean-Louis Laclaverie (1738 - 1826), homme politique
- Pierre Louis André Sabathier (1739 - 1813), homme politique.
- Joseph-Michel de Montgolfier (1740 - 1810), industriel, inventeur de la montgolfière.
- Joseph Gastaldy (1741 - 1806), aliéniste, médecin en chef, gastronome.
- Antoine Pierre Jaubert (1748 - 1822), homme politique.
- Charles Cottier (1749 - 1822), juge et historiographe de Carpentras.
- Louis-Siffrein-Joseph de Salamon (1750 - 1829), prélat.
- Jean-Antoine Courbis (1752 - 1795), avocat et homme politique.
- Jean-Paul Delichères (1752 - 1820), avocat et homme politique.
- Jean Étienne Benoît Duprat (1752 - 1809), général de la Révolution et de l’Empire.
- Jacques Picot-Lacombe (1753 - 1815), homme politique.
- Joseph Benoît Dalmas (1754 - 1824), homme politique.
- Jean-Baptiste Ricavy (1755 - 1807), docteur en médecine et homme politique.
- Étienne-Hubert de Cambacérès (1756 - 1818), archevêque, cardinal, sénateur.
- Jean Marie Antoine Griolet (1763 - 1806), avocat , botaniste et écrivain.
- François-Joseph Gamon (1767 - 1832), homme politique.
- Claude-François Achard (1751 - 1809), médecin, un lexicographe de la langue d'oc et un érudit provençal.
- Jean-Louis Giraud-Soulavie (1752 - 1813), géographe, géologue, volcanologue, diplomate et historien.
- Jean de Thomas de Saint-Laurent (1762 - 1835), officier de marine de la guerre d’indépendance des États-Unis et des guerres de la révolution et de l’empire.
- François de Murat (1766 - 1838), philologue auteur de langue occitane.
- Marin Dacos (1971 -), auteur et informaticien.
- Stijn Devillé (1974 -), dramaturge et metteur en scène.
- Raphaël Rodriguez (1978 -), chimiste, spécialisé dans la compréhension de la biologie du cancer à l’échelle moléculaire.
- François Theurel (1983 -), auteur et vidéaste web.
- Yoann Bagot (1987 -), coureur cycliste.

### Enseignants
- Pierre Bertrand (1280 - 1349), cardinal.
- Pierre Bertrand de Colombier (1299 - 1381), cardinal.
- Guillaume de Grimoard (1310-1370), sixième pape de Avignon et 200e pape de l’Église catholique sous le nom d’Urbain V.
- Bartole (1313 - 1356), jurisconsulte, professeur de droit, spécialiste du droit romain.
- Bonifacio Ammanati (- 1399), cardinal, professeur à l'université d'Avignon et protonotaire apostolique.
- Paolo di Castro (1360 - 1447), jurisconsulte.
- Clément de La Rovère (1462 - 1504), Neveu de Jules II, Lieutenant-général du légat d'Avignon, Primicier de l'Université d'Avignon
- Emilio Ferretti (1489 - 1552), juriste et diplomate.
- André Alciat (1492 - 1550), jurisconsulte et écrivain, un des premiers représentants du courant dit de l'humanisme juridique.
- Aimone Cravetta (1504 - 1569), juriste, sénateur du duc de Ferrara, professeur de droit.
- Jacques Cujas (1522 - 1590), jurisconsulte, un des principaux représentants de l'humanisme juridique.
- Philibert Bugnon (- 1590), conseiller et avocat.
- Pierre-François Tonduti (1583-1669), jurisconsulte et astronome.
- Cesare Ripa (ca. 1555 - 1622), érudit.
- Joseph-Marie Suarez (1599 - 1677), hagiographe, historien, évêque de Vaison-la-Romaine (1633-1666) et bibliothécaire pontifical.
- Louis de Poulle (1743 - 1834), grand prévôt à la cathédrale d'Orange, vicaire général de l'évêque de Saint-Malo, député suppléant du clergé d'Orange aux états généraux.
- Joachim-André-François Spinardy, docteur agrégé en droit, professeur de droit civil, lieutenant particulier de la sénéchaussée en 1768, assesseur de la ville d’Avignon, Décapité le 7 juillet 1794.
- Maurice Abiteboul (1936 -), professeur émérite, spécialisé en littérature et civilisation anglaises de la Renaissance.
- Jean-Louis Guigou (1939 -), professeur d'université, haut fonctionnaire, spécialiste de l'aménagement du territoire.
- Guy Lobrichon (1945 -), historien de la culture et de la religion au Moyen Âge.
- Michel Provost (1945 -), historien et archéologue universitaire, spécialiste de la Gaule romaine.
- Yves Jeanneret (1951 - 2020), enseignant-chercheur spécialisé en sciences de l'information et de la communication.
- Jacques Chiffoleau (1951 -), historien spécialiste du Moyen Âge.
- Christian Petr (1951 - 2016), écrivain et professeur de littérature générale et comparée
- Françoise Thébaud (1952 -), historienne, professeure émérite d'histoire et spécialiste de l'histoire des femmes.
- Pascale Alexandre-Bergues, historienne de la littérature.
- Philippe Bachimon (1955 -), géographe.
- Jean Davallon, sociologue.
- Natalie Petiteau (1963 -), historienne, spécialiste de la période napoléonienne.
- Emmanuel Ethis (1964 -), universitaire et haut fonctionnaire.
- Mohammed Moussaoui (1964 -), Universitaire et mathématicien
- Frédéric Monier (1966 -), historien spécialiste de l'histoire politique de la IIIe République.
- Pierre Fressoz (1968 -), maître de conférences en droit public
- Cécile Helle (1969 -), Maître de conférences en géographie, femme politique, députée, conseillère régionale, maire d’Avignon.
- Guillaume Cuchet (1973 -), professeur d'histoire contemporaine et spécialiste d'histoire des religions.
- Marion Fontaine (1978 -), historienne spécialiste de l’histoire politique et sociale et de l’histoire des mouvements ouvriers.
- Benjamin W. L. Derhy, sociologue, spécialiste de la télévision, des médias, de la culture, et du transmédia.